# Rubus hyrcanus
Rubus hyrcanus är en rosväxtart som beskrevs av Sergei Vasilievich Juzepczuk. Rubus hyrcanus ingår i släktet rubusar, och familjen rosväxter. Inga underarter finns listade i Catalogue of Life.